# Mistr z Grossgmain
Mistr z Grossgmain, též Mistr oltáře z Grossgmain, činný v Salcburku v letech 1480–1500, byl anonymní rakouský pozdně gotický malíř. Jeho označení se vztahuje k oltáři v kostele Nanebevzetí Páně v Grossgmain poblíž Salcburku.

## Život
Malíř se pravděpodobně vyučil v dílně Ruelanda Frueaufa staršího. Dříve byl mylně zaměňován s Bartholomäusem Zeitblomem.

## Dílo
U Grossgmainského oltáře je patrný vliv mistra Ruelanda Frueaufa staršího, nebo dokonce podíl práce jeho dílny. Při dekoraci pozadí byl užíván stejný punc jako v dílně Ruelanda Frueaufa.  Kromě oltáře v Grossgmain jsou ostatní díla Mistra z Grossgmain rozptýlena ve světových sbírkách v Praze, Vídni nebo Madridu.
Pro jeho obrazy je charakteristický způsob, jímž je stlačena architektura a prostor, v němž jsou umístěny postavy. Vytváří se tak poněkud umělá perspektiva. Malířská technika a barevnost obrazů prozrazuje vliv nizozemské malby. Na některých dílech, např. Oltářním triptychu z Berchtesgadenu, je patrné různé pojetí centrálního panelu a křídel oltáře a předpokládá se dílenská spolupráce více malířů.

### Známá díla

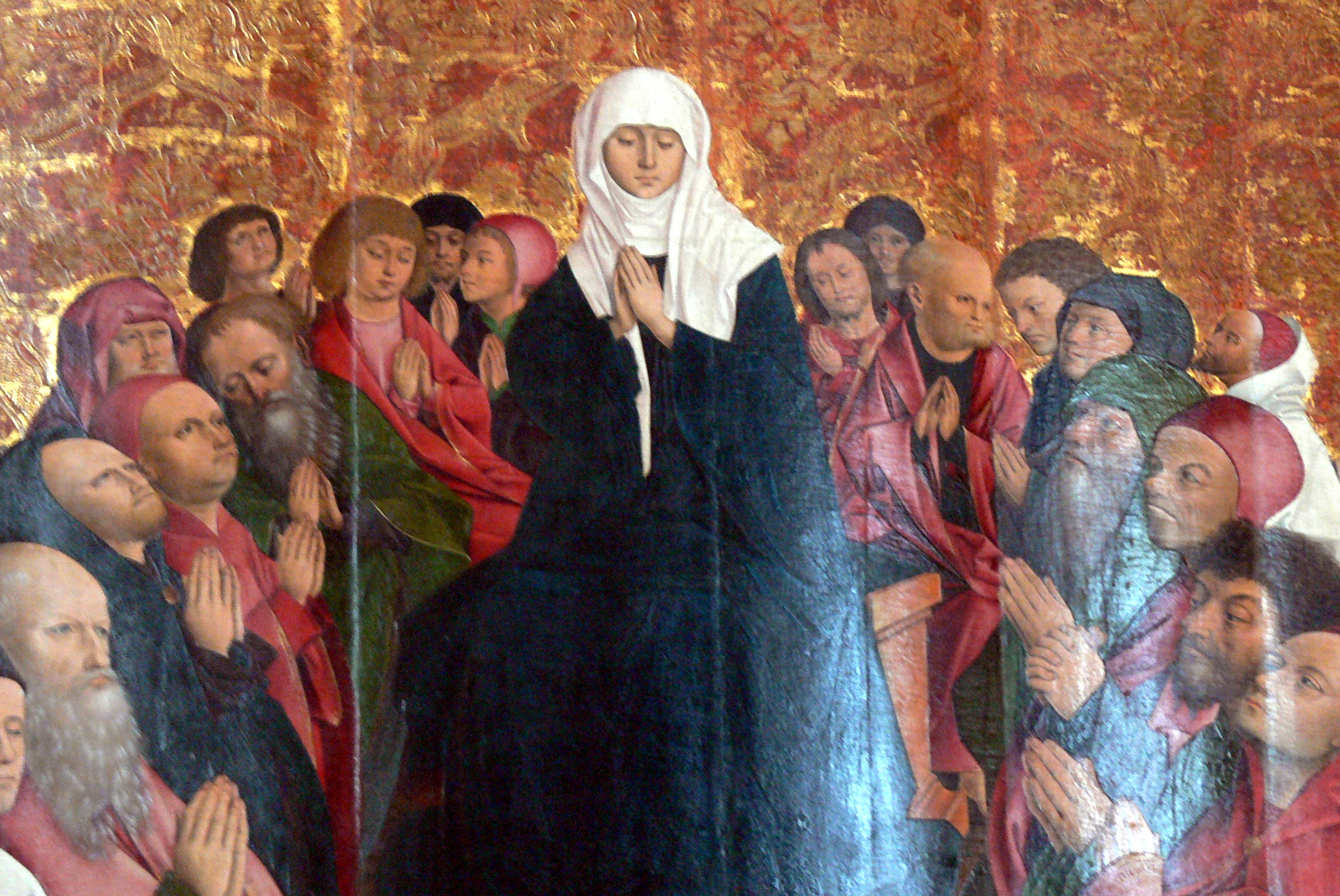
Oltář v Liebfrauenkirche, Großgmain

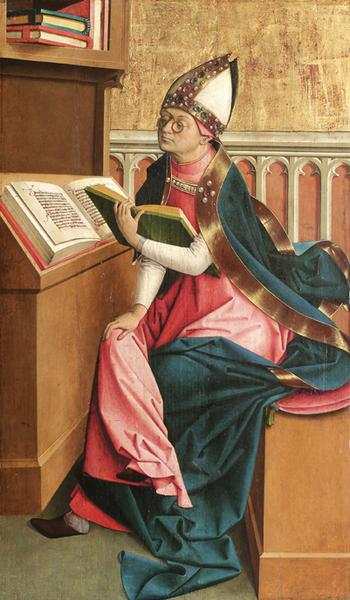
Sv. Ambrož, Österreichische Galerie Vídeň

- kolem 1480 Oltářní triptych se Smrtí Panny Marie z Berchtesgadenu (Pretschlaipfer Triptych), nyní v Österreichische Galerie Belvedere, Vídeň
- 1483 Korunování Panny Marie, Národní galerie v Praze[4]
- 1483 Trůnící Madona s dítětem, sv. Tomášem a donátory, Národní galerie v Praze[5]
- 1499 Hlavní oltář poutního kostela Panny Marie, Grossgmain. 4 křídla s výjevy: Představení Ježíše v chrámu, Ježíš mezi učenci, Seslání Ducha Svatého, Smrt Panny Marie, dvě vysoká postranní křídla (262x56 cm), Kristus Spasitel[6], Madona s dítětem
- Dvanáctiletý Ježíš v chrámu, farní kostel Salcburk [7]
- Immaculata se sv. Markem a sv. Šebestiánem, Christie’s [8]
- 1498 Sv. Jeroným jako kardinál, Museo Thyssen-Bornemisza, Madrid [9]
- Sv. Ambrož, Österreichische Galerie Vídeň
- Sv. Augustin, Österreichische Galerie Vídeň
- Sv. opat (Abbot Saint), soukr. sbírka, Regensburg